# 交響曲第26番 (モーツァルト)
交響曲第26番 変ホ長調 K. 184 (161a) は、ヴォルフガング・アマデウス・モーツァルトが作曲した交響曲。

## 概要
この第26番は、モーツァルトがイタリア旅行からザルツブルクに帰った1773年3月30日に完成しており、この時期はこの種の交響曲が相次いで作曲されているが、その最初にあたる作品である。
イタリア式の連結した3楽章形式の第26番は、内容から見たらドラマティックであり、旅行前の交響曲より一段と深さと幅を増している。第26番はその後、カール・マルティン・プリュミックという作曲家のオペラ「ラナッサ」の序曲として使用された。

## 楽器編成
フルート2、オーボエ2、ファゴット2、ホルン2、トランペット2、弦五部

## 構成
全3楽章構成。演奏時間は短く、約8分である。
- 第1楽章 モルト・プレスト
変ホ長調、4分の4拍子、ソナタ形式。
- 第2楽章 アンダンテ
ハ短調、4分の2拍子。
- 第3楽章 アレグロ
変ホ長調、8分の3拍子、ロンド形式。